# アンヌ・アントワネット・ド・ブルボン＝パルム
アンヌ・アントワネット・ド・ブルボン＝パルム（フランス語: Anne Antoinette Françoise Charlotte de Bourbon-Parme, 1923年9月8日 - 2016年8月1日）は、ルーマニアの元国王ミハイ1世の妻。王制廃止後に結婚したが、慣習的には王妃の称号で呼ばれている（ルーマニア語:Regina Ana a României、ルーマニア王妃アナ）。アナ・デ・ブルボン＝パルマ（Ana de Bourbon-Parma）。

## 生涯
幼少期

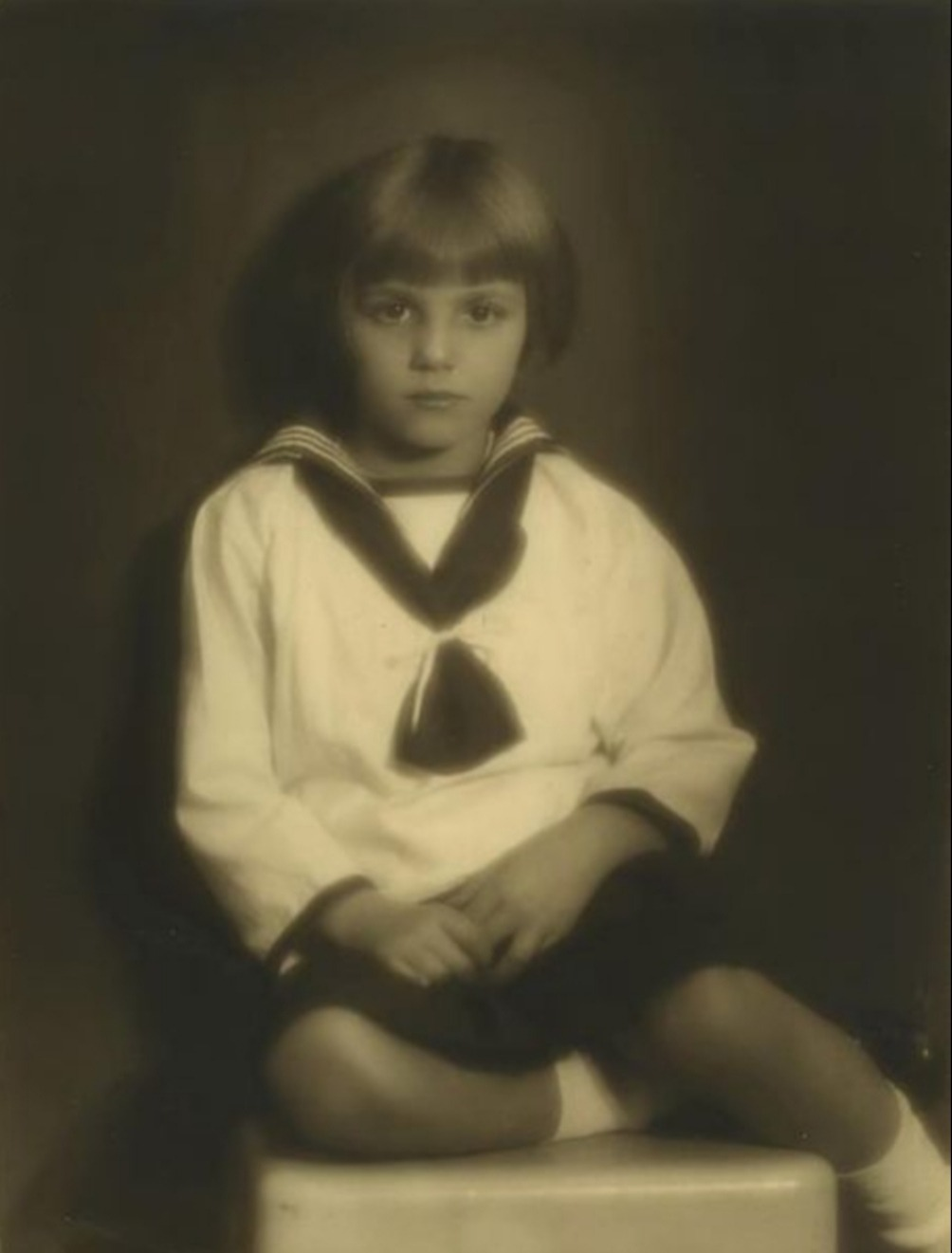
1930年

父はパルマ公子ルネ（パルマ公ロベルト1世の息子）、母はデンマーク王家出身のマルグレーテ（クリスチャン9世の三男ヴァルデマー王子の娘）。ブルガリア王ボリス3世、ハプスブルク家前当主オットー・フォン・ハプスブルク、ルクセンブルク大公ジャンらは父方の従兄にあたる。
アンヌは家族内で「Nane(ナンヌ)」、またはそれを英語風にした「Nan(ナン)」の愛称で呼ばれた。
彼女が生まれる以前にパルマ公国はサルデーニャ王国に併合され（間もなくイタリア王国が成立）、祖父らは国外へ亡命を余儀なくされた。ロベルト1世の大勢の息子の一人に過ぎない父には資産も少なく、フランスで不自由な生活を強いられていたという。フランスへナチス・ドイツが侵攻した1939年、一家はスペインへ脱出、ポルトガルを経由してアメリカ合衆国へ定住した。アンヌはニューヨークで教育を受け、百貨店メイシーズで売り子として働いた。1943年、フランス軍でボランティアを務めた。
結婚

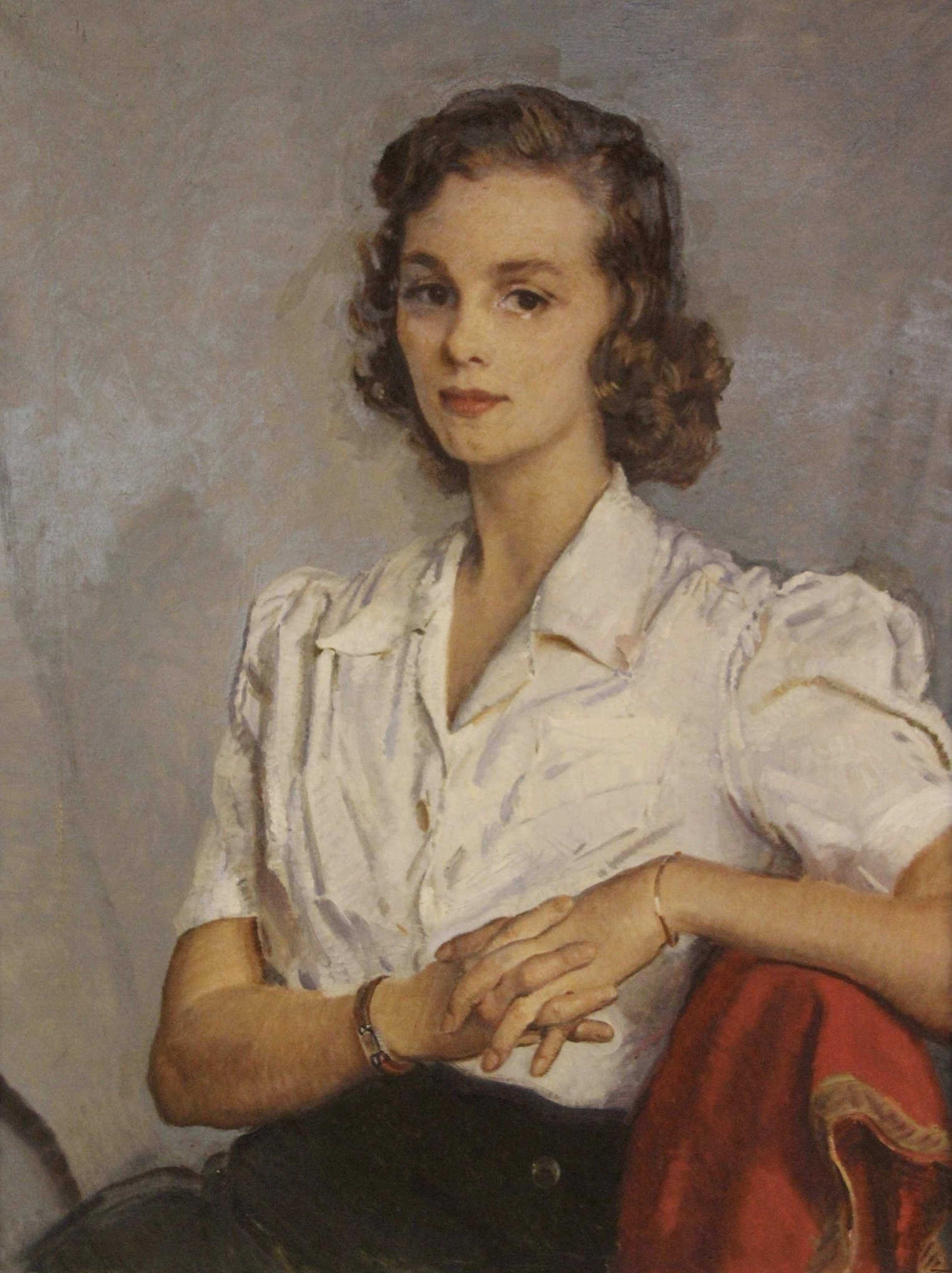
1943年

1947年11月、イギリス王女エリザベス（現在のエリザベス2世）とフィリップ・マウントバッテン（クリスチャン9世の曾孫）の結婚式に出席した際、同じく出席者であったミハイと出会う。2人は恋愛関係になり間もなく婚約するが、同年12月30日にミハイは退位を余儀なくされた。
1948年6月10日、ギリシャ王パウロスの厚意により、アテネでミハイと結婚した。アンヌはカトリック、ミハイはルーマニア正教会に属していたため、結婚式は宗派によらないやり方となった。このため、長らくバチカンは2人の結婚を正式なものと認めてこなかったが、のちに教書を出して正式と認めた。2人はフィレンツェ郊外に新居をかまえるが、スイス、イギリスと住まいを変えた末、1955年よりジュネーヴ近郊に落ち着いた。5女に恵まれた。
ルーマニア民主化後
1992年、共産主義政権崩壊後に、ミハイとともに3日間だけのルーマニア訪問をした。ルーマニアへ入国したのはこれが初めてであった。1997年より、ルーマニアへ永住することが認められ、一年のうちスイスとルーマニアで半分ずつ過ごした。
また、女子の王位継承権をホーエンツォレルン＝ジグマリンゲン王家は認めておらず、ミハイとアンヌの娘たちは王位を請求できなかった。ミハイには兄弟がいないため、最も近親の男子である又従弟フリードリヒ・ヴィルヘルムが王位請求者となる予定であった。しかし2007年12月30日、ミハイの退位60周年記念の日に、ルーマニア王家における継承法の改定と王位の相続人として国王夫妻の長女マルガレータを指定する文書に署名した。
死去
2016年8月1日、スイス、モルジュの病院で死去した。死後に軍からメダルを授与する申し出があったが王家はこれを拒否した。しかしルーマニア大統領クラウス・ヨハニスはミハイ国王と王室に哀悼の意を表し、『アンヌ王妃陛下は、英知、尊厳、そして特に道徳的な行動の模範であり、最も重要な象徴の一つとして、私たちの記憶と心に永遠に残るだろう。』と故人をしのぶ声明を出した 。ルーマニア政府は8月13日は国民の哀悼の日とする宣言をした。その際に掲揚されるルーマニア国旗は、公共のすべての機関や建物のみならず民間でも半旗とされた。2日後、モルドバ大統領ニコライ・チモフチは同様に8月13日を国民の追悼の日とすることを宣言し、当日午前10時に共和国のため黙とうを行うことになった。

## 子女
- マルガレータ（1949年 - )　現ルーマニア王家家長
- エレナ（1950年 - ）
- イリナ（1953年 - ）
- ソフィア（1957年 - ）
- マリア（1964年 - ）